# Euroloppet

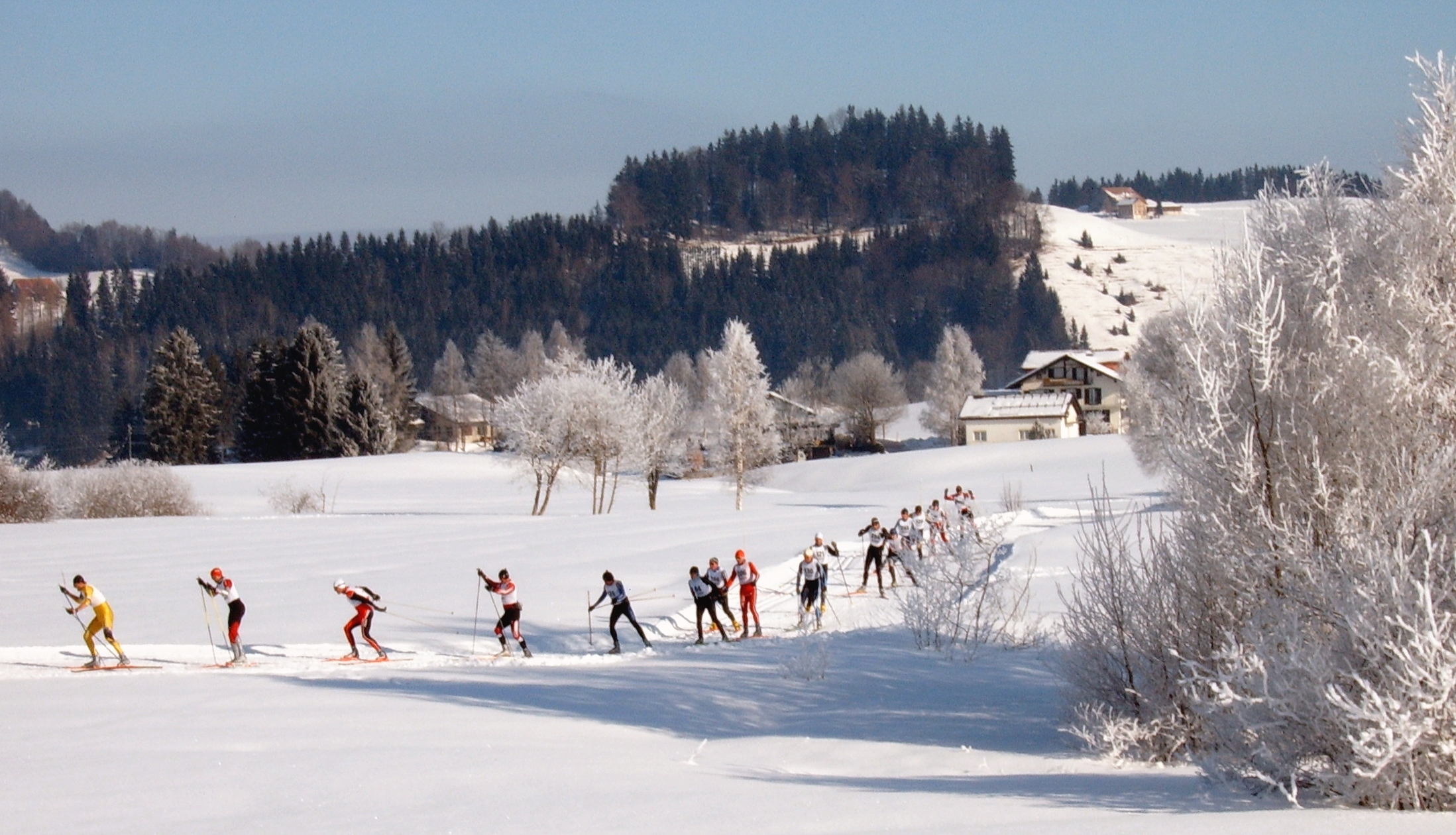
Biegi narciarskie techniką dowolną

Euroloppet (Europejska Liga Biegów Masowych) – liga skupiająca masowe biegi narciarskie w Europie. Łączna długość wszystkich biegów zaliczanych do Euroloppet wynosi 587 km. 

## Biegi Euroloppet (według kolejności)
| Nazwa biegu        | Kraj      | Dystans | Technika  | Strona internetowa                   |
| ------------------ | --------- | ------- | --------- | ------------------------------------ |
| Jizerska Padesatka | Czechy    | 50 km   | klasyczna | www.jiz50.cz                         |
| Dolomitenlauf      | Austria   | 65 km   | dowolna   | www.dolomitensport-lienz.at          |
| Marcialonga        | Włochy    | 70 km   | dowolna   | www.marcialonga.it                   |
| König Ludwig Lauf  | Niemcy    | 55 km   | klasyczna | www.koenig-ludwig-lauf.com           |
| Biela Stopa        | Słowacja  | 50 km   | dowolna   | www.bielastopakremnica.sk            |
| Gsieser Tal-Lauf   | Włochy    | 42 km   | dowolna   | www.valcasies.com                    |
| Toksovo Marathon   | Rosja     | 53 km   | klasyczna | www.toksovo.ru                       |
| Bieg Piastów       | Polska    | 50 km   | klasyczna | www.bieg-piastow.pl                  |
| Int. Skadi Loppet  | Niemcy    | 42 km   | klasyczna | www.skadi-loppet.de                  |
| Vuokatti Hiihto    | Finlandia | 60 km   | dowolna   | www.kainuunliikunta.fi/vuokattihiito |
| Prazdnik Severa    | Rosja     | 50 km   | dowolna   | northfestival.murmansk.ru            |